# Threskiornis solitarius
L'ibis de la Reunió o ibis sagrat de la Reunió (Threskiornis solitarius) és una espècie extingida d'ibis que era endèmica de l'illa volcànica de la Reunió, a l'oceà Índic. Les primeres restes subfòssils es van trobar l'any 1974, i l'ibis es va descriure científicament per primera vegada l'any 1987.
Els seus parents més propers són l'ibis sagrat de Madagascar (Threskiornis bernieri), l'ibis sagrat africà (Threskiornis aethiopicus), i l'ibis coll de palla (Threskiornis spinicollis).
Els relats dels viatgers dels segles xvii i xviii descriuen un ocell blanc a la Reunió que volava amb dificultat i preferia la solitud, que posteriorment es va anomenar el «solitari de la Reunió». A mitjans del segle xix, es va suposar incorrectament que els antics relats dels viatgers es referien a parents blancs del dodo (Raphus cucullatus), a causa d'un relat que esmentava específicament els dodos a l'illa i perquè recentment havien aparegut pintures de dodos blancs del segle xvii. No obstant això, mai es van trobar fòssils referits a ocells semblants als dodos a la Reunió, i més tard es va qüestionar si les pintures tenien alguna cosa a veure amb l'illa. També es van suggerir altres identitats, basades només en especulacions. A finals del segle xx, el descobriment de subfòssils d'ibis va portar a la idea que els antics relats en realitat es referien a una espècie d'ibis. La idea que el «solitari» i l'ibis subfòssil són idèntics es va trobar amb una discrepància limitada, però ara és àmpliament acceptada.
Combinades, les antigues descripcions i subfòssils mostren que l'ibis de la Reunió era principalment blanc, amb aquest color que es fusionava amb el groc i el gris. Les puntes de les ales i els plomalls de plomes semblants a l'estruç a la part posterior eren negres. El coll i les potes eren llargs, i el bec era relativament recte i curt per a un ibis. Era més robust que els seus parents existents, però d'altra banda era bastant semblant a ells. No hauria fet més de 65 cm de llargada. Els ossos alars subfòssils indiquen que tenia capacitats de vol reduïdes, una característica potser relacionada amb l'engreix estacional.
La dieta de l'ibis de la Reunió eren cucs i altres objectes extrets del sòl.
Al segle xvii, vivia en zones muntanyoses, però potser es va limitar a aquestes altures remotes per la intensa caça dels humans i la depredació d'animals introduïts a les zones més accessibles de l'illa. Els visitants de la Reunió lloaven el seu sabor i, per tant, buscaven la seva carn. Es creu que aquests factors van provocar l'extinció de l'ibis de la Reunió a principis del segle xviii.

## Taxonomia
La història taxonòmica de l'ibis de la Reunió és complicada i complexa, a causa de l'evidència ambigua i minsa de què disposaven els científics fins a finals del segle xx. Ara es creu que el suposat «dodo blanc» de la Reunió va ser una conjectura errònia basada en els pocs informes contemporanis que descriuen l'ibis de la Reunió, combinats amb pintures de dodos blancs de Maurici dels pintors neerlandesos Pieter Withoos i Pieter Holsteyn II (i derivats) del segle xvii que va sorgir al segle xix.
L'oficial en cap anglès John Tatton va ser el primer a esmentar un ocell específicament blanc a la Reunió, l'any 1625. Els francesos van ocupar l'illa a partir del 1646 i es van referir a aquest ocell com «le solitaire» (el solitari). M. Carré de la Companyia Francesa de les Índies Orientals va descriure el «solitari» l'any 1699, explicant el motiu del seu nom:
| « | Vaig veure en aquest lloc una mena d'ocell que no he trobat enlloc; és allò que els habitants anomenen «oiseaux solitaire» (ocell solitari), ja que és ben cert que estima la solitud i només freqüenta els llocs més aïllats; mai se'n veu dos o més junts; sempre està sol. No és diferent d'un gall dindi, però tenia les potes més llargues. La bellesa del seu plomatge és una delícia de veure. És de color canviant que voreja el groc. La carn és exquisida; forma un dels millors plats d'aquest país i pot ser un dolç a les nostres taules. Volíem quedar-nos dos d'aquests ocells per enviar-los a França i presentar-los a Sa Majestat, però tan bon punt van ser a bord del vaixell, van morir de melangia, havent-se negat a menjar o beure. | » |

L'hugonot francès abandonat François Leguat va utilitzar el nom de «solitari» per al «solitari de l'illa de Rodrigues» (Pezophaps solitaria), un ocell Ràfids (relacionat amb el dodo) que va trobar a la propera illa de Rodrigues a la dècada del 1690, però es creu que va agafar el nom d'un tractat de 1689 del marquès Henri Duquesne que esmentava l'espècie de la Reunió. El mateix Duquesne probablement havia basat la seva pròpia descripció en una d'anterior. No es van conservar mai exemplars del «solitari».

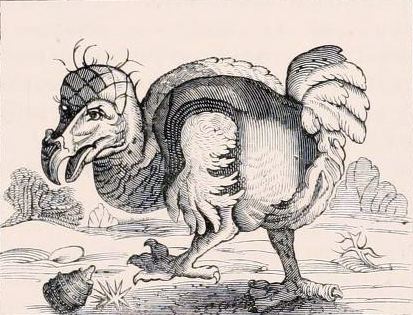
Gravat de 1646 d'un dodo que Willem Ysbrandtszoon Bontekoe va afirmar haver vist a la Reunió
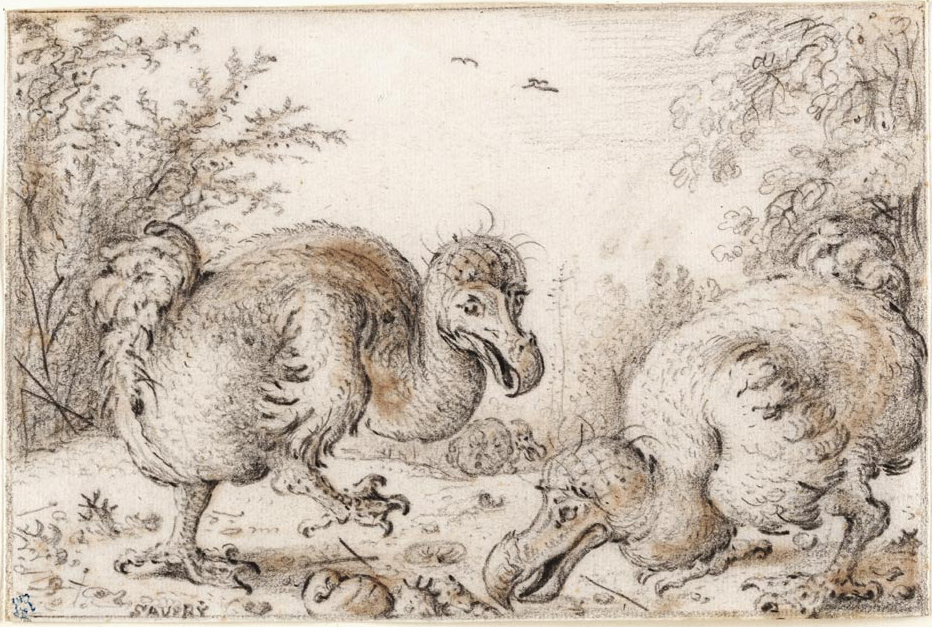
Esbós de Roelandt Savery de tres dodos del c. 1626; l'aiguafort utilitzat per Bontekoe va derivar del dodo de l'esquerra

Els dos individus que Carré va intentar enviar al Rei de França no van sobreviure en captivitat. Billiard va afirmar que l'administrador francès Bertrand-François Mahé de La Bourdonnais va enviar un «solitari» a França des de la Reunió cap al 1740. Com que es creu que l'ibis de la Reunió es va extingir en aquesta data, l'ocell podria haver estat en realitat un solitari de l'illa de Rodrigues.
L'únic escriptor contemporani que es va referir específicament als «dodos» que habitaven a la Reunió va ser el mariner neerlandès Willem Ysbrandtszoon Bontekoe, tot i que no va mencionar la seva coloració:
| « | També hi havia «Dod-eersen» [antic holandès per dodos], que tenen ales petites, i tan lluny de poder volar, eren tan grossos que amb prou feines podien caminar, i quan intentaven córrer, arrossegaven la seva panxa pel terra | » |

Quan el seu diari es va publicar l'any 1646, anava acompanyat d'un gravat que ara se sap que va ser copiat després d'un dels dodos de l'esbós de la Galeria d'Art Crocker del pintor flamenc Roelant Savery. Com que Bontekoe va naufragar i va perdre totes les seves pertinences després de visitar la Reunió el 1619, potser no hagués escrit el seu relat fins que va tornar a Holanda, set anys més tard, la qual cosa posaria en dubte la seva fiabilitat. Potser va concloure en retrospectiva que era un dodo, trobant el que va veure semblant als relats d'aquell ocell.

### Primeres interpretacions
A la dècada del 1770, el naturalista francès Comte de Buffon va declarar que el dodo habitava tant a Maurici com a Reunió per raons poc clares. També va combinar relats sobre el solitari de l'illa de Rodrigues i un ocell de Maurici («ocell de Nazareth», que ara es pensa que és un dodo), així com el «solitari» que Carré va informar des de la Reunió en una secció de «solitari», indicant que creia que era alhora un dodo i un «solitari» de la Reunió. El naturalista anglès Hugh Edwin Strickland va discutir les antigues descripcions del «solitari» al seu llibre de 1848 The Dodo and Its Kindred, i va concloure que era diferent del dodo i del solitari de l'illa de Rodrigues per la seva coloració.

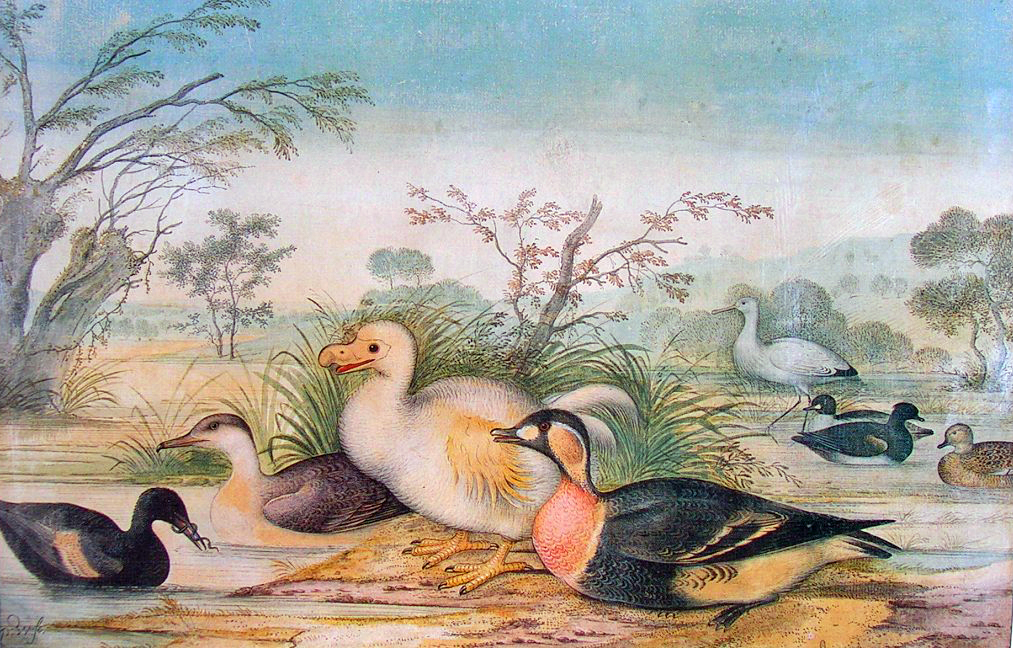
La pintura d'un dodo blanc de finals del segle xvii de Pieter Withoos, la primera d'aquestes pintures que es va descobrir
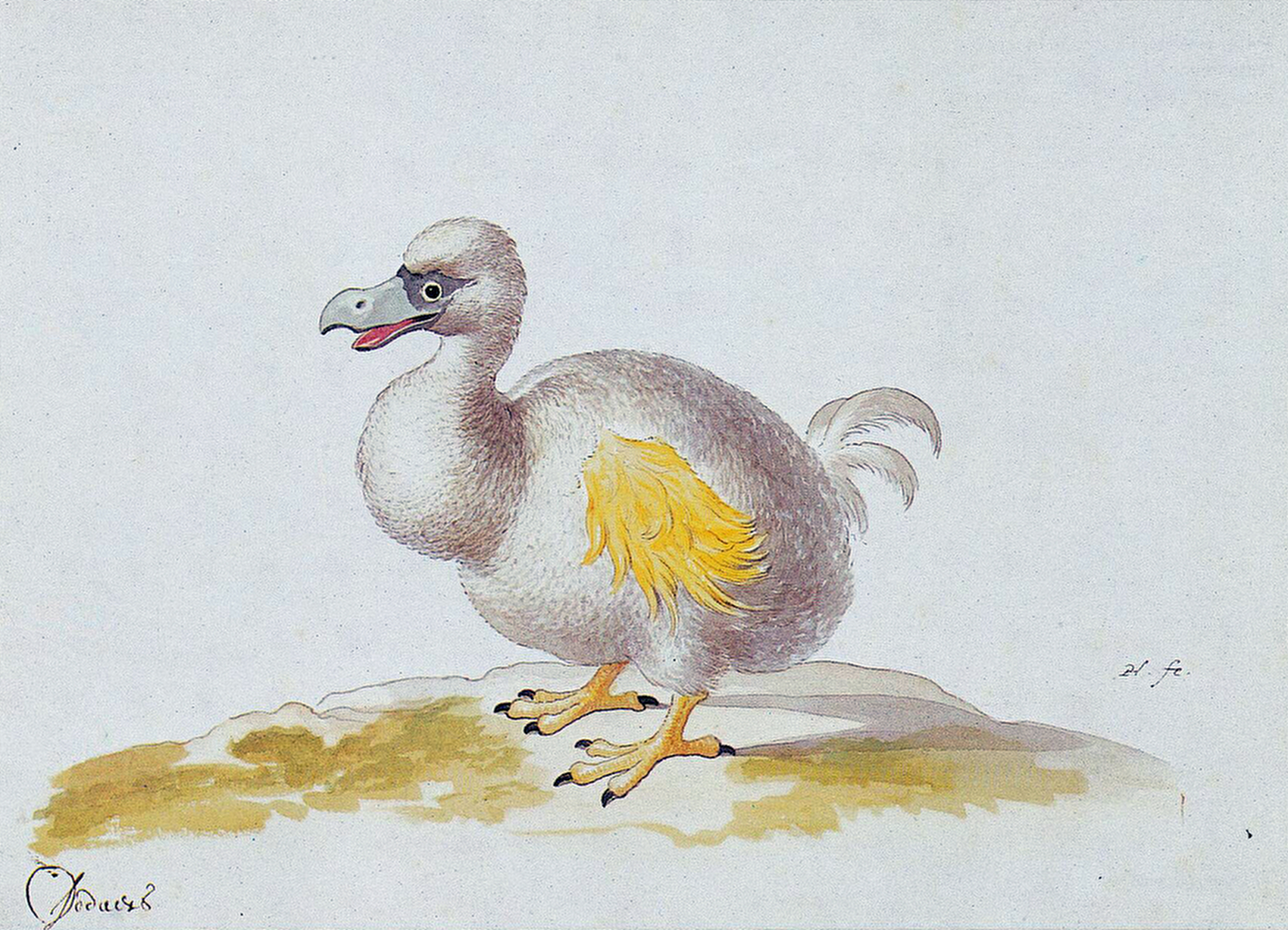
Una de les pintures d'un dodo blanc de Pieter Holsteyn II de mitjans del segle xvii

El científic belga Edmond de Sélys Longchamps va encunyar el nom científic Apterornis solitarius per al «solitari» l'any 1848, aparentment convertint-lo en l'espècie tipus del gènere, en el qual també va incloure altres dues aus mascarenes només conegudes pels relats contemporanis, el rascló rogenc (Aphanapteryx bonasia) i el Porphyrio caerulescens. Com que el nom Apterornis ja havia estat utilitzat per a un ocell diferent pel biòleg anglès Richard Owen, i els altres noms anteriors igualment no eren vàlids, Bonaparte va encunyar el nou binomi Ornithaptera borbonica el 1854 (Bourbon era el nom francès original de Reunió). El 1854, l'ornitòleg alemany Hermann Schlegel va col·locar el «solitari» en el mateix gènere que el dodo, i el va anomenar Didus apterornis. El va restaurar estrictament segons els relats contemporanis, que van donar com a resultat un ibis o un ocell semblant a una cigonya en lloc d'un dodo.

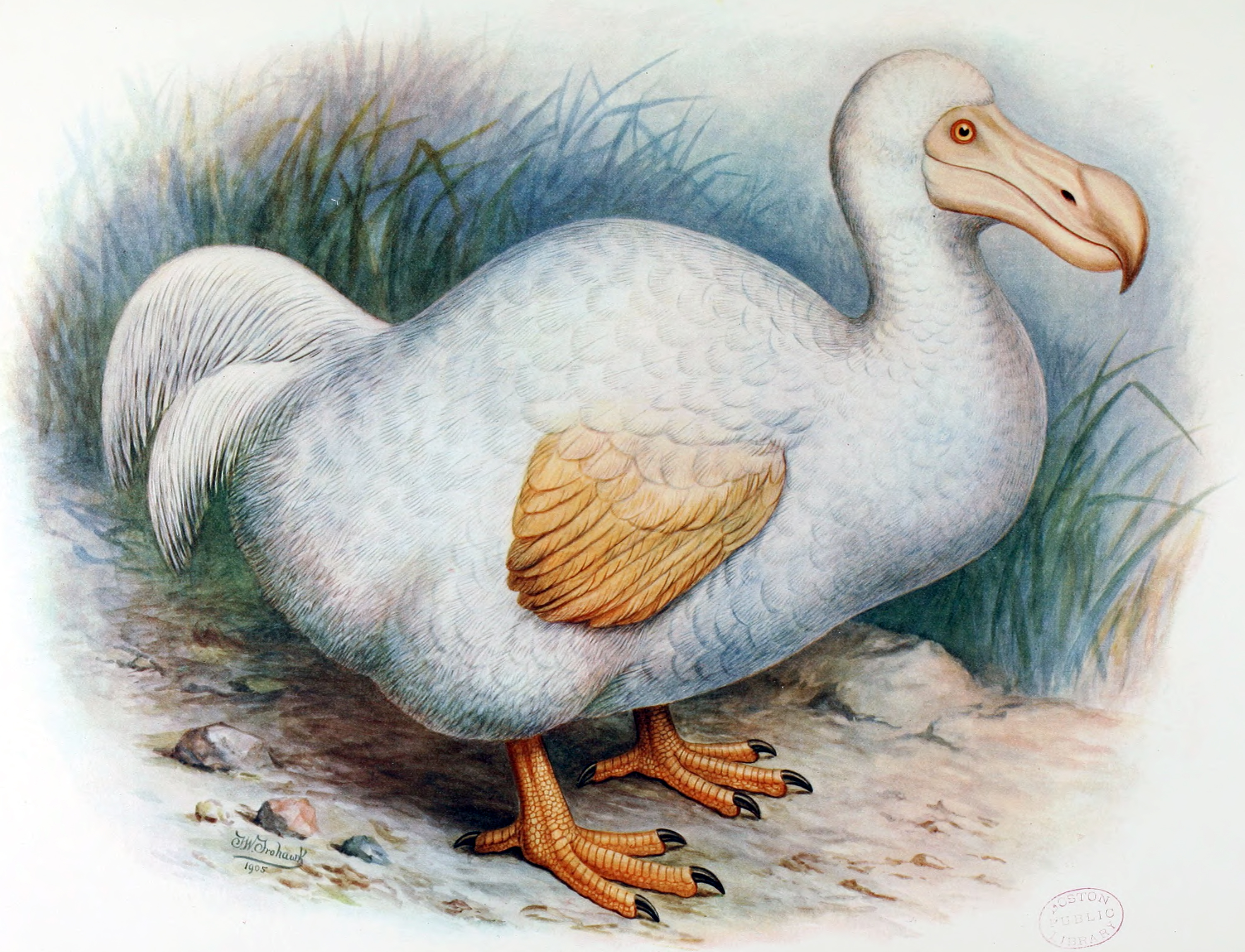
La restauració de Frederick William Frohawk de 1907 del «solitari», adaptada del dodo blanc de Pieter Withoos
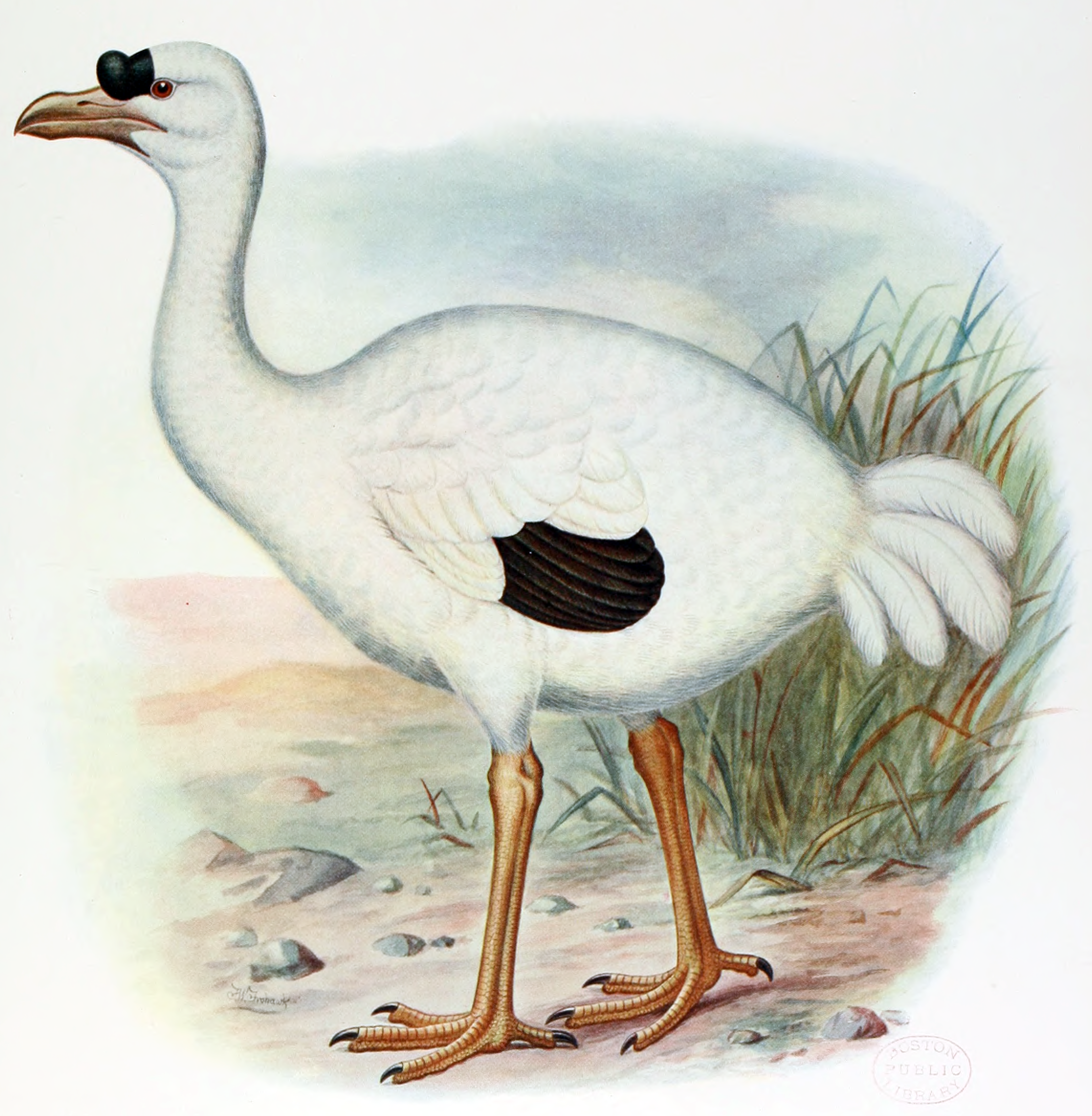
Restauració alternativa de Frohawk, basada en la descripció de Sieur Dubois

El 1856, William Coker va anunciar el descobriment d'una pintura «persa» del segle xvii d'un dodo blanc entre aus aquàtiques, que se li havia mostrat a Anglaterra. L'artista va ser identificat més tard com Pieter Withoos, i molts naturalistes destacats del segle xix van assumir posteriorment que la imatge representava el «solitari» blanc de la Reunió, una possibilitat proposada originalment per l'ornitòleg John Gould. Simultàniament, es van descobrir diverses pintures similars de dodos blancs de Pieter Holsteyn II als Països Baixos. Altres pintures i dibuixos també es van identificar posteriorment com a dodos blancs. L'any 1869, l'ornitòleg anglès Alfred Newton va argumentar que la pintura i el gravat dels Withoo a les memòries de Bontekoe representaven un dodo viu de la Reunió que havia estat portat a Holanda, alhora que explicava el seu bec rom com a resultat de la retallada del bec per evitar que ferís els humans. També va deixar de banda les inconsistències entre les il·lustracions i les descripcions, especialment el bec llarg i prim que implica un relat contemporani.
Les paraules de Newton van consolidar especialment la validesa d'aquesta connexió entre els seus companys contemporanis, i diversos d'ells van ampliar les seves opinions. El zoòleg neerlandès Anthonie Cornelis Oudemans va suggerir l'any 1917 que les discrepàncies entre les pintures i les antigues descripcions es deien a les pintures que mostraven una femella i que, per tant, l'espècie era sexualment dimòrfica. El zoòleg britànic Walter Rothschild va afirmar el 1907 que les ales grogues podrien haver estat degudes a l'albinisme en aquest exemplar en particular, ja que les antigues descripcions les descriuen com a negres. A principis del segle xx, es va afirmar que moltes altres pintures i fins i tot restes físiques eren de dodos blancs, enmig de moltes especulacions. Rothschild va encarregar a l'artista britànic Frederick William Frohawk la restauració del «solitari» com a «dodo blanc», basat en la pintura de Withoos, i com a ocell diferent basat en la descripció del viatger francès Sieur Dubois de 1674, per al seu llibre de 1907 Extinct Birds. El 1953, l'escriptor japonès Masauji Hachisuka va suggerir que els antics relats i pintures representaven dues espècies, i es va referir als dodos blancs de les pintures com Victoriornis imperialis, i al «solitari» com a Ornithaptera solitarius.

### Interpretacions modernes

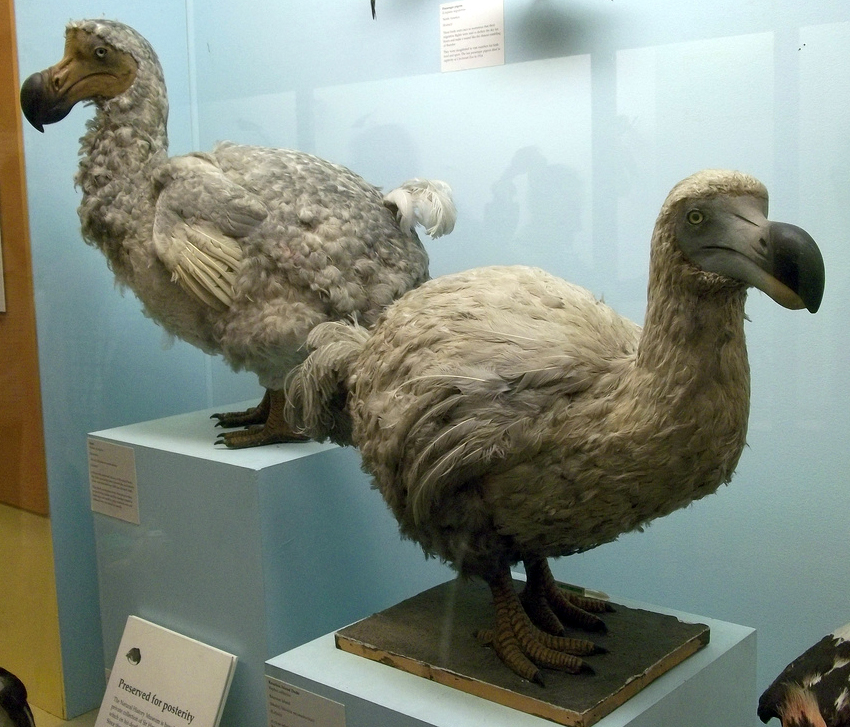
«Taxidèrmia» del suposat dodo de la Reunió (dreta) i el dodo de Maurici (esquerra), de Rowland Ward, Museu d'Història Natural de Londres

Fins a finals de la dècada del 1980, la creença en l'existència d'un dodo blanc a la Reunió era la visió ortodoxa, i només uns quants investigadors dubtaven de la connexió entre els relats del «solitari» i les pintures del dodo.
L'ornitòleg estatunidenc James Greenway va advertir l'any 1958 que no es podien arribar a conclusions sense proves sòlides, com ara fòssils, i que res indicava que els dodos blancs de les pintures tinguessin res a veure amb la Reunió.
L'any 1970, l'ornitòleg estatunidenc Robert W. Storer va predir que si es trobaven aquestes restes, no pertanyien a Raphinae com el dodo i el solitari de l'illa de Rodrigues (ni fins i tot a la família de coloms com ells).
Les primeres restes subfòssils d'ocells a la Reunió, la part inferior d'un tarsometatars, van ser trobades l'any 1974, i considerades una nova espècie de cigonya del gènere Ciconia per l'ornitòleg britànic Graham S. Cowles el 1987. Les restes es van trobar en una cova, cosa que indicava que havia estat portat allà i menjat pels primers colons. Es va especular que les restes podrien pertànyer a un ocell gran i misteriós descrit per Leguat, i anomenat «gegant de Leguat» per alguns ornitòlegs. Ara es creu que el «gegant de Leguat» es basa en una població extinta localment de flamencs grans. També l'any 1987, els paleontòlegs francesos Cécile Mourer-Chauviré i François Moutou van descriure un tarsometàtars subfòssil d'un ibis trobat en una cova com a Borbonibis latipes, i es va pensar relacionat amb els ibis calbs del gènere Geronticus.
El 1994, Cowles va concloure que les restes de «cigonya» que havia informat pertanyien a Borbonibis, ja que els seus tarsometatarsi eren similars. El descobriment de 1987 va portar el biòleg anglès Anthony S. Cheke a suggerir a un dels descriptors de Borbonibis que els subfòssils podrien haver estat del «solitari».
L'any 1995, l'ecologista francès Jean-Michel Probst va informar del seu descobriment d'una mandíbula d'ocell durant una excavació a la Reunió l'any anterior i va suggerir que podria haver pertangut a l'ibis o al «solitari».
El 1995, els descriptors de Borbonibis latipes van suggerir que representava el «solitari de la Reunió», i el van reassignar al gènere d'ibis dels Threskiornis, ara combinat amb l'epítet específic solitarius del binomi de Sélys-Longchamps de 1848 per al «solitari» (fent de Borbonibis latipes un sinònim júnior). Els autors van assenyalar que les descripcions contemporànies coincideixen amb l'aspecte i el comportament d'un ibis més que un membre dels Ràfids, sobretot per la seva mandíbula relativament curta i recta, i perquè les restes d'ibis eren abundants en algunes localitats; seria estrany que els escriptors contemporanis no esmentessin mai un ocell relativament comú, mentre que esmentessin la majoria de les altres espècies conegudes posteriorment a partir de fòssils.

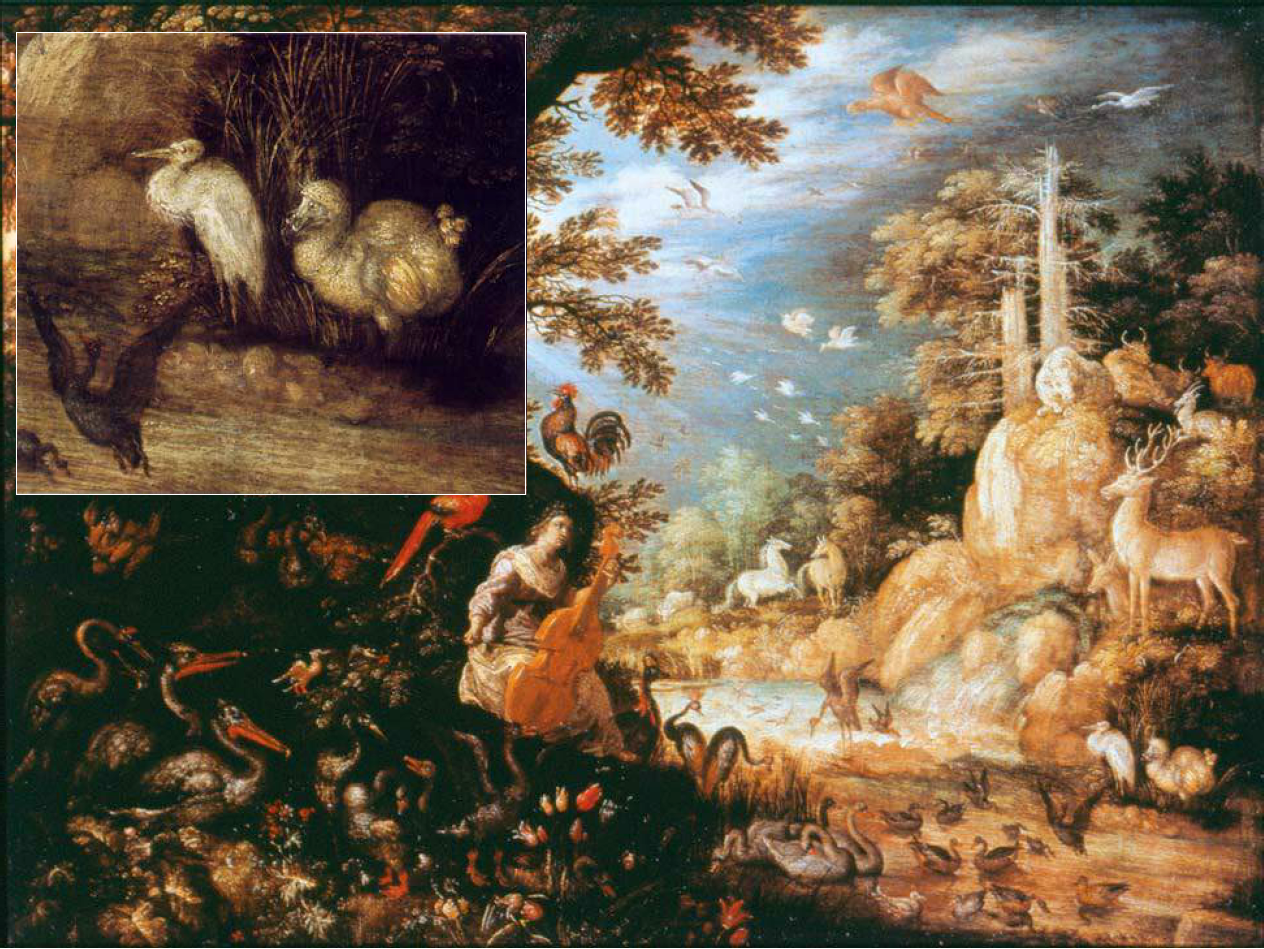
Quadre de Roelant Savery amb un dodo blanquinós a la part inferior dreta, 1611

El possible origen de les pintures de dodo blanc del segle xvii va ser examinat pel biòleg espanyol Arturo Valledor de Lozoya l'any 2003, i de manera independent per experts en fauna mascarenya Cheke i Julian Hume l'any 2004. Les pintures de Withoos i Holsteyn es deriven clarament l'una de l'altra, i Withoos probablement va copiar el seu dodo d'una de les obres de Holsteyn, ja que probablement es van produir en una data anterior. Es creu que totes les imatges posteriors del dodo blanc es basen en aquestes pintures. Segons els escriptors esmentats anteriorment, sembla que aquestes imatges eren derivades d'un dodo blanquinós en una pintura prèviament no informada anomenada Paisatge amb Orfeu i els animals, produïda per Roelant Savery c. 1611. Aparentment, el dodo es basava en un exemplar dissecat aleshores a Praga; en un inventari d'exemplars de la col·lecció de Praga de l'emperador del Sacre Imperi Romanogermànic Rodolf II, a qui va contractar Savery en aquell moment (1607-1611), es va esmentar un walghvogel (nom en antic holandès per a dodo) descrit com a «coloració blanquinosa bruta».
Totes les imatges de dodo posteriors de Savery mostren ocells grisencs, possiblement perquè llavors s'havia vist un exemplar normal. Cheke i Hume van concloure que l'exemplar pintat era blanc a causa de l'albinisme i que aquesta característica peculiar va ser el motiu pel qual es va recollir a Maurici i es va portar a Europa. Valledor de Lozoya, en canvi, va suggerir que el plomatge lleuger era un tret juvenil, resultat del blanqueig d'exemplars de taxidèrmia antics, o simplement a causa d'una llicència artística. El 2018, l'ornitòleg britànic Jolyon C. Parish i Cheke van suggerir que la pintura es va executar després de 1614, o fins i tot després de 1626, basant-se en alguns dels motius.
Tot i que molts elements subfòssils de tot l'esquelet s'han assignat a l'ibis de la Reunió, mai s'han trobat restes d'ocells semblants als dodos a la Reunió. Algunes fonts posteriors s'han oposat a la proposta d'identitat ibis del «solitari», i fins i tot han considerat el «dodo blanc» com una espècie vàlida.
L'escriptor britànic Errol Fuller està d'acord que les pintures del segle xvii no representen ocells de la Reunió, però ha qüestionat si els subfòssils de l'ibis estan necessàriament connectats amb els relats del «solitari». Observa que cap evidència indiqui que l'ibis extingit va sobreviure fins que els europeus van arribar a la Reunió. Cheke i Hume han rebutjat aquests sentiments com a simples «creença» i «esperança» en l'existència d'un dodo a l'illa.

### Evolució
L'illa volcànica de la Reunió només té tres milions d'anys, mentre que Maurici i Rodrigues, amb cadascuna de les seves espècies de Ràfids no voladores, tenen de vuit a deu milions d'anys, i segons Cheke i Hume és poc probable que cap ocell hagi estat capaç de viatjar entre elles volant després de cinc o més milions d'anys d'adaptació a les illes. Per tant, és poc probable que la Reunió hagi pogut ser colonitzada per ocells no voladors d'aquestes illes, i només les espècies voladores de l'illa hi tenen parents. Tres milions d'anys és temps suficient perquè les habilitats de vol febles i no voladores hagin evolucionat en espècies d'ocells a la mateixa Reunió, però Mourer-Chauviré i els seus col·legues van assenyalar que aquestes espècies haurien estat eliminades per l'erupció del volcà Piton des Neiges fa entre els 300.000 i 180.000 anys. Per tant, les espècies més recents serien probablement descendents d'animals que havien recolonitzat l'illa des d'Àfrica o Madagascar després d'aquest esdeveniment, que no és temps suficient perquè un ocell es torni incapaç de volar.
El 1995, un estudi morfològic de Mourer-Chauviré i col·legues va suggerir que els parents més propers existents de l'ibis de la Reunió són l'ibis sagrat africà (T. aethiopicus) d'Àfrica, i l'ibis coll de palla (T. spinicollis) d'Austràlia. Cheke i Hume, en canvi, van suggerir que era el més proper a l'ibis sagrat de Madagascar (T. bernieri) i, per tant, d'origen africà.

## Descripció

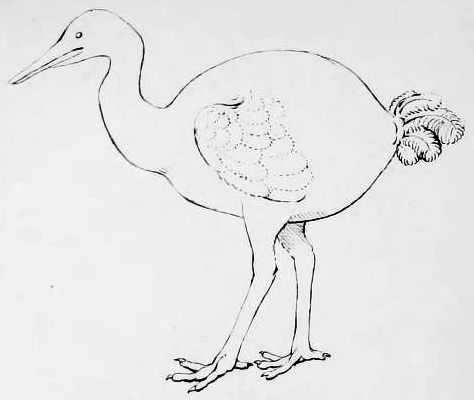
L'ibis o restauració semblant a la cigonya en lloc de com a dodo de 1854 d'Hermann Schlegel, basada en la descripció de Dubois

Els relats contemporanis descriuen que l'espècie tenia un plomatge blanc i gris que es fusiona amb puntes de les ales grogues i negres i plomes de la cua, un coll i potes llargues, i capacitats de vol limitades.
El relat de Dubois de 1674 és la descripció contemporània més detallada de l'ocell, aquí traduïda per Strickland el 1848:
| « | «Solitaris». Aquests ocells es diuen així perquè sempre van sols. Tenen la mida d'una oca gran, i són blancs, amb les puntes de les ales i la cua negres. Les plomes de la cua s'assemblen a les d'un estruç; el coll és llarg, i el bec és com el d'una becada, però més gran; les cames i els peus com els dels galls dindis. Aquest ocell es mou corrent, ja que vola però molt poc | » |

Segons Mourer-Chauviré i els seus col·legues, la coloració del plomatge esmentada és similar a la dels ibis sagrats africà relacionats i de l'ibis coll de palla, que també són principalment blancs i negres brillants. En l'època reproductiva, les plomes ornamentals de l'esquena i les puntes de les ales de l'ibis sagrat africà semblen semblants a les plomes d'un estruç, cosa que es fa ressò de la descripció de Dubois. Així mateix, una mandíbula inferior subfòssil trobada l'any 1994 va mostrar que el bec de l'ibis de la Reunió era relativament curt i recte per a un ibis, cosa que es correspon amb la comparació de la becada de Dubois. Cheke i Hume han suggerit que la paraula francesa (bécasse) de la descripció original de Dubois, normalment traduïda per «becada», també podria significar Haematopus, un altre ocell amb un bec llarg i recte, però una mica més robust. També han assenyalat que l'última frase està mal traduïda i, en realitat, vol dir que l'ocell podria ser atrapat corrent darrere d'ell. La coloració brillant del plomatge esmentada per alguns autors pot referir-se a la iridescència, com es veu a l'ibis coll de palla.
Els subfòssils de l'ibis de la Reunió mostren que era més robust, probablement molt més pesat i que tenia un cap més gran que els ibis africans sagrats i de coll de palla. No obstant això, era similar a ells en la majoria de funcions. Segons Hume, no hauria fet més de 65 cm de llargada, la mida de l'ibis sagrat africà. Les protuberàncies rugoses dels ossos de les ales de l'ibis de la Reunió són semblants a les dels ocells que utilitzen les seves ales en combat. Potser no volia, però això no ha deixat rastres osteològics significatius; no s'han recollit esquelets complets, però dels elements pectorals coneguts, només una característica indica una reducció de la capacitat de vol. El coracoïde és allargat, i el radi i el cúbit són robusts, com en els ocells voladors, però un foramen (o obertura) particular entre un metacarpià i l'alula només es coneix per les aus no voladores, com algunes ratites, pingüins i diverses espècies extingides.

## Comportament i ecologia

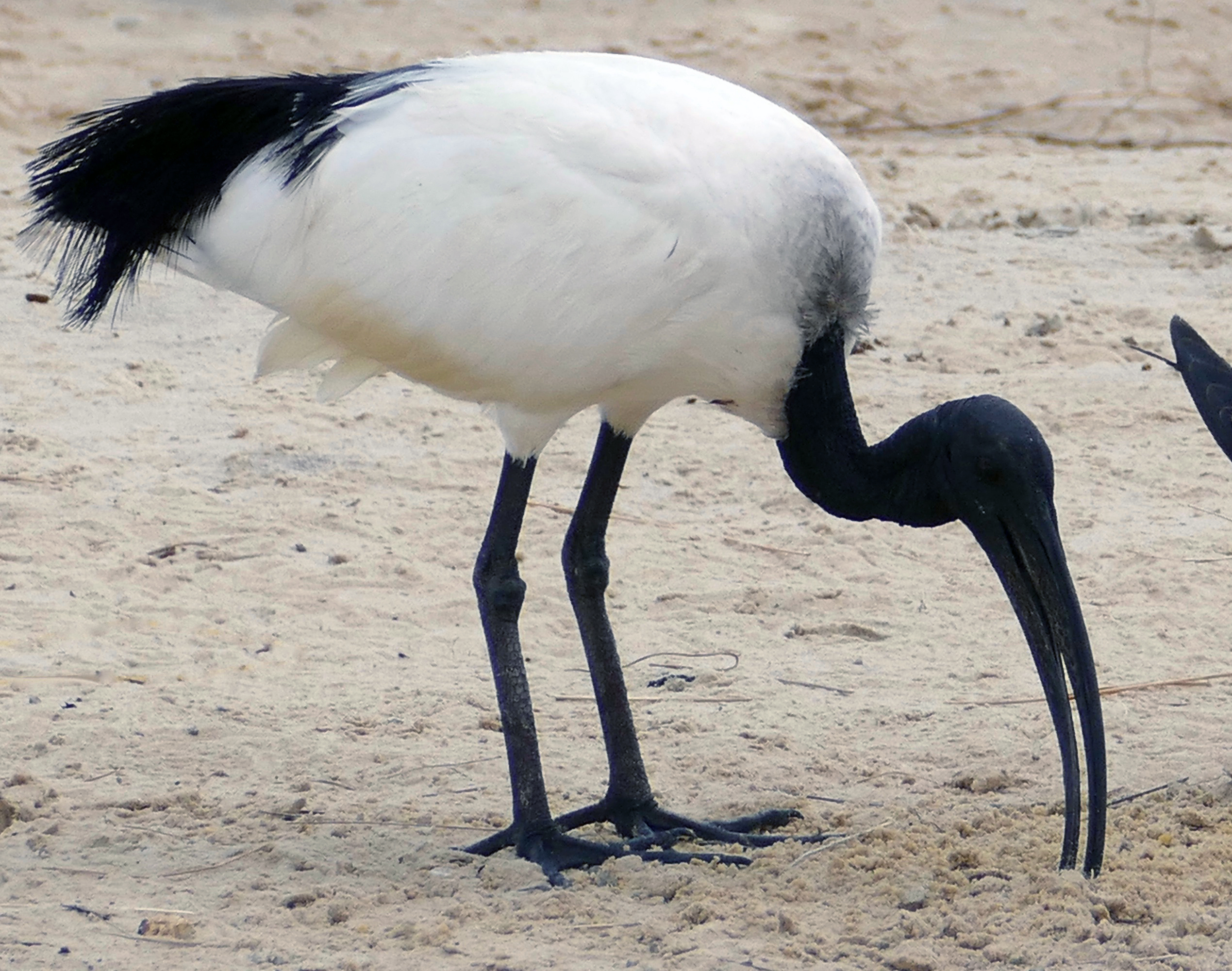
Es diu que l'ibis de la Reunió s'ha alimentat de terra, com aquest ibis sagrat africà

Com que els relats contemporanis són inconsistents sobre si el «solitari» no volia volar o tenia alguna capacitat de vol, Mourer-Chauvire i els seus col·legues van suggerir que això depenia dels cicles d'engreixement estacionals, el que significa que els individus s'engreixaven durant les estacions fresques, però eren prims durant les estacions de calor; potser no podia volar quan estava gras, però sí quan no ho era. Tanmateix, Dubois va declarar específicament que els «solitaris» no tenien cicles d'engreixement, a diferència de la majoria dels altres ocells de la Reunió. L'única menció de la seva dieta i hàbitat exacte és el relat del cartògraf francès Jean Feuilley de 1708, que també és l'últim registre d'un individu viu:
| « | Els solitaris tenen la mida d'un gall d'indi mitjà, de color gris i blanc. Habiten als cims de les muntanyes. El seu aliment són només cucs i brutícia, agafats al sòl. | » |

La dieta i el mode d'alimentació descrits per Feuilley coincideixen amb els d'un ibis, mentre que se sap que els membres dels Ràfids eren menjadors de fruites.
L'espècie va ser anomenada «ocell terrestre» per Dubois, de manera que no vivia en hàbitats típics d'ibis com els aiguamolls. Això és semblant al Porphyrio caerulescens, que vivia al bosc en lloc dels aiguamolls. Cheke i Hume van proposar que els avantpassats d'aquests ocells van colonitzar la Reunió abans que els pantans s'haguessin desenvolupat i, per tant, s'havien adaptat als hàbitats disponibles. Potser també se'ls va impedir colonitzar Maurici a causa de la presència del rascló rogenc allà, que podrien haver ocupat un nínxol semblant.
L'ibis de la Reunió sembla haver viscut a gran altitud, i potser tenia una distribució limitada. Els relats dels primers visitants indiquen que l'espècie es va trobar a prop dels seus llocs de desembarcament, però a partir del 1667 només es van trobar en llocs remots. L'ocell podria haver sobreviscut a les terres baixes de l'est fins a la dècada del 1670. Tot i que molts relats de finals del segle xvii afirmen que l'ocell era un bon aliment, Feuilley va dir que tenia mal gust. Això pot ser perquè va canviar la seva dieta quan es va traslladar a un terreny més accidentat i més alt, per escapar dels porcs que van destruir els seus nius; com que tenia capacitats de vol limitades, probablement niuava a terra.
Moltes altres espècies endèmiques de la Reunió es van extingir després de la colonització humana i la consegüent interrupció de l'ecosistema de l'illa. L'ibis de la Reunió va conviure al costat d'altres ocells recentment extingits, com l'estornell de la Reunió (Fregilupus varius), el lloro de les Mascarenyes (Mascarinus mascarinus), la cotorra de l'illa de Maurici (Psittacula echo), el Porphyrio caerulescens, el mussol de l'illa de la Reunió (Otus grucheti), el martinet de nit de l'illa de la Reunió (Nycticorax duboisi) i la tórtora de la Reunió (Nesoenas duboisi). Els rèptils extints inclouen la tortuga gegant de la Reunió (Cylindraspis indica) i un Leiolopisma no descrit. La petita guineu voladora de l'illa de Maurici (Pteropus subniger) i el cargol Tropidophora carinata vivien a la Reunió i Maurici, però van desaparèixer d'ambdues illes.

## Extinció

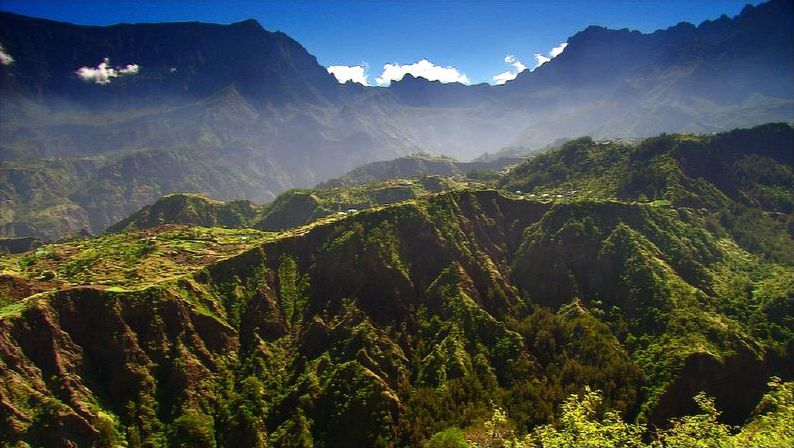
Muntanyes a la Reunió; aquest ocell podia haver quedat confinat a zones més altes després de l'arribada dels humans i els animals introduïts

Com que la Reunió estava poblada per colons, sembla que l'ibis de la Reunió es va limitar als cims de les muntanyes. Els depredadors introduïts com ara gats i rates van passar factura. La caça excessiva també va contribuir i diversos relats contemporanis afirmen que l'ocell va ser àmpliament caçat per menjar. El 1625, John Tatton va descriure la mansetud de l'ocell i el fàcil que era caçar, així com la gran quantitat consumida:
| « | Hi ha un magatzem d'aus de terra petites i grans, molts coloms, grans lloros i semblants; i un gran ocell de la mida d'un gall dindi, molt gros i d'ales tan curtes, que no pot volar, essent blanc i en certa manera manso; així com tots els altres ocells, perquè no s'han molestat ni espantant amb trets. Els nostres homes els van colpejar amb pals i pedres. Deu homes poden prendre prou carn d'au per servir quaranta homes al dia. | » |

El 1671, Melet va esmentar la qualitat culinària d'aquesta espècie i va descriure la matança de diversos tipus d'ocells a l'illa:
| « | Un altre tipus d'ocells anomenats «solitaris» que són molt bons (per menjar) i la bellesa del seu plomatge és d'allò més fascinant per la diversitat de colors brillants que brillen a les seves ales i al coll... Hi ha ocells en tan gran confusió i tan mansos que no cal anar a caçar amb armes de foc, es poden matar tan fàcilment amb un bastó o una vara. Durant els cinc o sis dies que se'ns va permetre entrar al bosc, van ser caçats tants que el nostre general [de La Haye] es va veure obligat a prohibir a qualsevol que anés més enllà de cent passos del campament per por que tota la rodalia del campament quedés arrasada, perquè només calia agafar un ocell viu i fer-lo cridar, i en un moment ramats sencers venien a posar-se sobre la gent, de manera que sovint sense moure's d'un lloc es podien matar centenars. Però, veient que hauria estat impossible eliminar una quantitat tan gran d'ocells, es va tornar a donar permís per anar a caçar al bosc, la qual cosa va donar una gran alegria a tothom, perquè es va obtenir molts beneficis sense cap cost. | » |

L'últim relat definitiu del «solitari» de la Reunió va ser el de Feuilley de 1708, cosa que indica que l'espècie probablement es va extingir a principis de segle xviii. A la dècada del 1820, el navegant francès Louis de Freycinet va preguntar a un vell esclau sobre els «drontes» (paraula de l'antic holandes per a «dodo»), i li van dir que l'ocell existia al voltant de Saint-Joseph quan el seu pare era un nen. Això potser seria un segle abans, però el compte pot ser poc fiable. Cheke i Hume sospiten que els gats salvatges inicialment caçaven la vida salvatge a les terres baixes i més tard es van dirigir a zones més altes de l'interior, que probablement van ser l'últim reducte de l'ibis de la Reunió, ja que els porcs no hi podien arribar. Es creu que l'espècie va ser conduïda a l'extinció al voltant de 1710-1715.